# SMS Nürnberg (1906)
El SMS Nürnberg, por el nombre de la ciudad bávara de Núremberg, fue un crucero ligero (Kleiner Kreuzer) clase Königsberg construido para la Armada Imperial alemana (Kaiserliche Marine). Sus buques gemelos incluyen al Königsberg, Stettin y Stuttgart. Fue construido por el astillero Imperial de Kiel, puesto en quilla a principios de 1906 y botado en abril de ese año. El buque fue completado en abril de 1908, momento en que fue asignado a la marina alemana. El Nürnberg estaba armado con diez cañones de 105 milímetros (4,1"), ocho cañones de 52,8 mm (2,1 plg), y dos tubos lanzatorpedos sumergidos de 450 mm. Su velocidad máxima era de 23,4 nudos (43,3 km/h; 26,9 mph).
El Nürnberg sirvió con la flota brevemente, antes de ser destacado en aguas exteriores en 1910, siendo asignado a la Escuadra de Asia Oriental. Cuando estalló la Primera Guerra Mundial en agosto de 1914, estaba en aguas mexicanas mientras regresaba a la base naval alemana en Tsingtao. Con el propósito de reunirse con el resto de la escuadra, al mando del vicealmirante Maximilian von Spee y mientras se dirigía a toda máquina a través del Océano Pacífico, se topó con una escuadra inglesa al mando del contralmirante Christopher Cradock. En la subsiguiente batalla de Coronel el 1 de noviembre de 1914, la escuadra británica fue derrotada; el Nürnberg remató al crucero británico HMS Monmouth. Un mes más tarde, los alemanes intentaron asaltar la base británica de las Islas Malvinas; pero una poderosa escuadra británica que incluía un par de cruceros de batalla estaba en el puerto, al mando del vicealmirante Doveton Sturdee. Las naves de Sturdee persiguieron y destruyeron a cuatro de los cinco cruceros alemanes; el HMS Kent hundió al Nürnberg, con grandes pérdidas de vidas. Este hecho supuso la desaparición de facto de la alemana Escuadra de Asia Oriental.

## Construcción

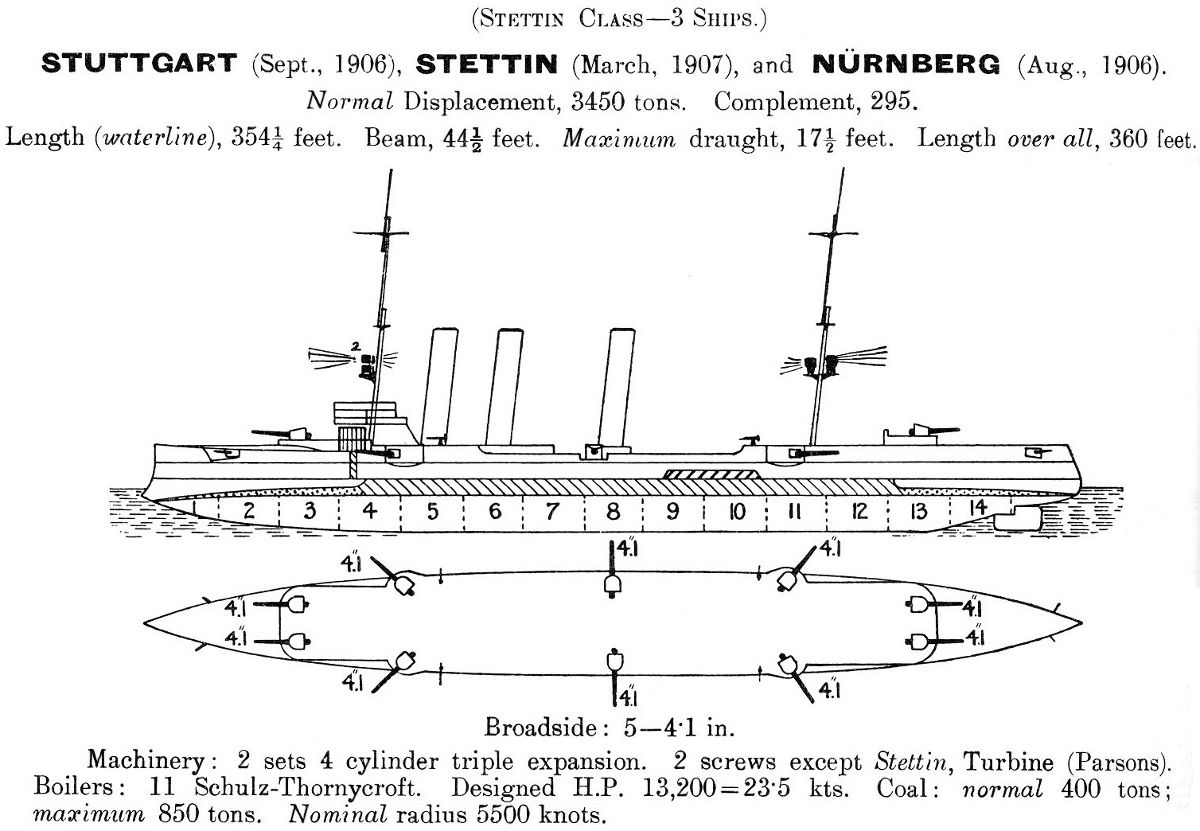
Esquema de la clase Könisberg

La construcción del Nürnberg fue ordenada bajo el nombre de contrato Ersatz Blitz y se estableció en el astillero Imperial en Kiel el 16 de enero de 1906. En su botadura el 28 de agosto de 1906, el alcalde de su ciudad homónima, el Dr. Georg von Schuh, lo bautizó Nürnberg, después de esto comenzaron los trabajos de acondicionamiento del buque. Fue comisionado en la Flota de Alta Mar el 10 de abril de 1908. El coste de la producción del buque ascendió a 5 560 000 ℳ.

### Dimensiones y tripulación
La nave tenía 115,3 m (378,3 pies) de eslora y una manga de 13,2 m (43,3 pies), con un calado de 5,29 m (17,4 pies). Desplazaba 3814 t (3753,8 toneladas largas; 4204,2 toneladas cortas) con carga de combate (Δm). Su sistema de propulsión consistía en dos motores de triple expansión de 3 cilindros impulsados por once calderas de tipo marino de carbón. Estos proporcionaban una velocidad máxima de 23,4 nudos (43,3 km/h) y una autonomía de aproximadamente 5750 millas náuticas (10 649 km; 6617,0 mi) a 12 nudos (22,2 km/h; 13,8 mph). El Nürnberg tenía una tripulación de 14 oficiales y 308 entre suboficiales y marinería.

### Armamento
El barco estaba armado con diez cañones SK L/40 de 105 mm en montantes de pedestal individuales. Dos fueron colocados uno junto al otro hacia adelante en el castillo de proa, otros seis estaban situados en medio del barco, tres a cada costado, y dos estaban uno al lado del otro en popa. Los cañones tenían una elevación máxima de 30 grados, lo que les permitía atacar objetivos a 12 700 m (6,9 nmi). Se suministraban con 1 500 cartuchos de munición, 150 proyectiles por cañón principal. El barco también estaba equipado con ocho cañones SK L/55 de 52,8 mm con 4 000 cartuchos de munición. También estaba equipado con un par de tubos lanzatorpedos de 450 mm (18 in) con cinco torpedos sumergidos en el costado del casco. 

### Blindaje
El barco estaba protegido por una cubierta protectora de 80 mm (3,1 plg) de espesor medio del barco. La torre de mando tenía 100 mm (3,9 plg) de espesor lados.

## Historial de servicio

### Estación del Asia Oriental en Tsingtao
Después de servir brevemente con la flota en aguas alemanas, el Nuremberg fue enviado a aguas exteriores en 1910. Fue asignada a la Estación de Asia Oriental de la Kaiserliche Marine en Tsingtao como parte de la Escuadra de Asia Oriental bajo el mando de su almirante, el conde Maximilian von Spee .

### Revolución Mexicana
Durante la revolución mexicana el buque quedó estacionado frente a la costa oeste de México. Después de ser relevado por el Leipzig, el Nürnberg regresó a su base de operaciones en Tsingtao. En el verano de 1914, el Nürnberg navegaba por el Pacífico para aliviar al Leipzig en la estación de México.

## Primera Guerra Mundial

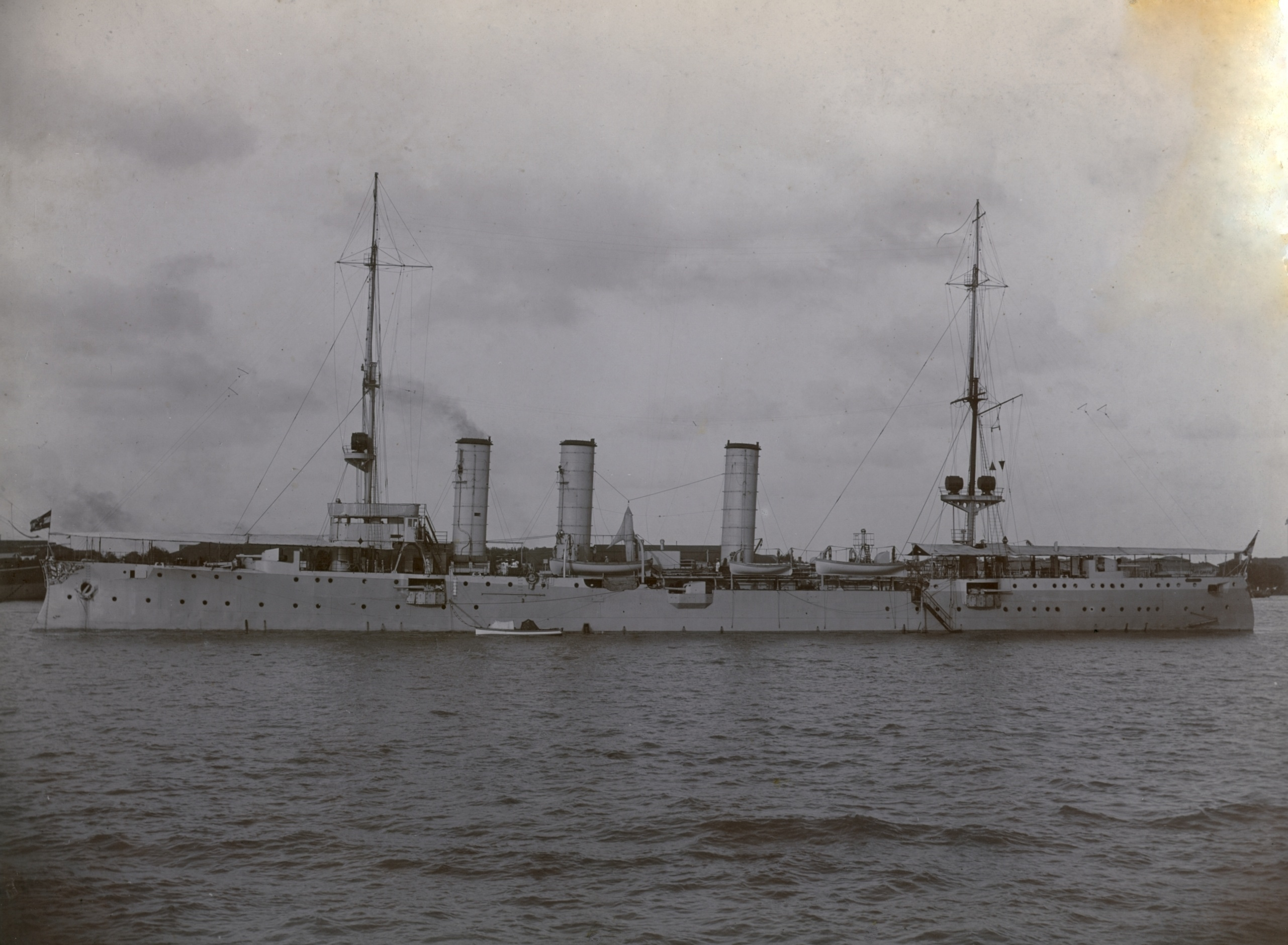
Vista de perfil del SMS Nürnberg.

### Planes de regreso a Alemania
Con el estallido de la Primera Guerra Mundial, Spee planeado un retorno de su escuadrón a Alemania, navegando por el Pacífico, la vuelta al Cabo de Hornos, y luego forzando su camino hacia el norte a través del Atlántico. El 6 de agosto de 1914, el Nürnberg encontró con el núcleo del Escuadrón de Asia Oriental, los cruceros acorazados SMS Scharnhorst y SMS Gneisenau, en Ponape. Spee decidió que el mejor lugar para concentrar sus fuerzas era la isla de Pagan en las Islas Marianas del Norte, una posesión alemana en el Pacífico central. Todos los carboneros, buques de suministro, y barcos de pasajeros disponibles fueron obligados a servir con el Escuadrón de Asia Oriental allí. El 11 de agosto, Spee llegó a Pagan; se le unieron varios barcos de suministro, así como el Emden y el crucero auxiliar Prinz Eitel Friedrich.

### Partida a Chile
Los cuatro cruceros partieron del Pacífico central, con destino a Chile. El 13 de agosto, el capitán del Emden, Comodoro Karl von Müller,] persuadió Spee separar su barco para asaltar rutas comerciales. Las naves de nuevo se reabastecieron de carbón después de su llegada al Atolón de Enewetak en las Islas Marshall el 20 de agosto. Con el objetivo de mantener al alto mando alemán informado de sus actividades, Spee despachó al Nürnberg el 8 de septiembre a Honolulu para enviar informaciones a través de países neutrales. Spee eligió el barco porque los británicos eran conscientes de que había dejado las aguas mexicanas, por lo que su presencia en Hawái no iba a delatar los movimientos de todo el Escuadrón de Asia Oriental. También recibió la orden de ponerse en contacto con agentes alemanes para instruirlos para preparar reservas de carbón en América del Sur para el uso de la escuadra. El Nürnberg trajo la noticia de la conquista aliada de la colonia alemana en Samoa, antes de reunirse con la flota en el mar el 6 de septiembre.
Después de reunirse con la flota, Spee nuevamente despachó al Nürnberg, junto con el transporte Titania, para cortar el sistema de cable británico en Isla Fanning. El crucero enarboló una bandera francesa para engañar a los defensores, y tuvo éxito en la destrucción de la estación, el 7 de septiembre. El Nürnberg  luego se reincorporó a la flota en la Isla de Navidad, más tarde ese día. El 14 de septiembre, Spee decidió utilizar sus dos cruceros acorazados para atacar la base británica en Apia; envió al Nürnberg para escoltar al escuadrón de minadores al lugar de encuentro. En la Batalla de Papeete el 22 de septiembre, el Nürnberg y el resto del Escuadrón de Asia Oriental bombardearon la colonia. Durante el bombardeo, el cañonero francés Zélée fue hundido por los disparos de las naves alemanas. El temor a las minas en el puerto impidió von Spee se apoderaran del carbón que se encontraba en el puerto. El 12 de octubre, la escuadra había alcanzado la isla de Pascua. Allí se les unió el Dresden y Leipzig, que había zarpado de aguas americanas. Después de una semana en la zona, los barcos partieron hacia Chile.

### Batalla de Coronel

Movimientos de las flotas durante la batalla.

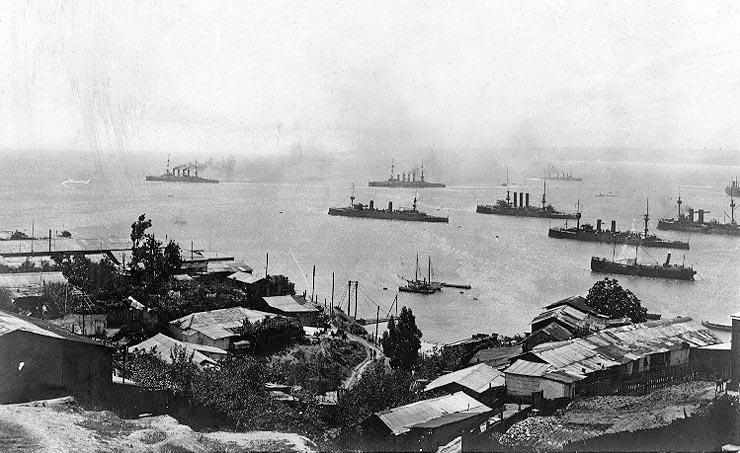
Los buques Nürnberg, Scharnhorst y Gneisenau en Valparaíso con la Armada de Chile después de la batalla; el Nürnberg es el tercer barco de la línea en la distancia

Para oponerse a la escuadra alemana en la costa de América del Sur, los británicos tenían escasos recursos; bajo el mando del almirante Christopher Cradock estaban los cruceros acorazados HMS Good Hope y HMS Monmouth, el crucero ligero HMS Glasgow, y el crucero auxiliar HMS Otranto. Esta flotilla fue reforzada por los viejos acorazados pre-dreadnought HMS Canopus y el crucero acorazado HMS Defence, este último, sin embargo, no arribó hasta después de la Batalla de Coronel. El Canopus fue dejado atrás por Cradock, que probablemente sentía que su velocidad lenta le impediría llevar a los barcos alemanes a la batalla. En la noche del 26 de octubre, el Escuadrón de Asia Oriental navegaba a la isla de Más a Fuera, Chile, y se dirigió hacia el este. Spee se enteró de que el Glasgow había sido visto en Coronel el día 31, y así se volvió hacia ese puerto.
Llegó en la tarde del 1 de noviembre, y para su sorpresa, se encontró con el Good Hope, el Monmouth, y el Otranto así como el Glasgow. El Canopus todavía se situaba a alrededor de 300 millas (480 kilómetros) por detrás, con los carboneros británicos. A las 17:00, el Glasgow divisó a los alemanes; Cradock formó una línea con el Good Hope a la cabeza, seguido del Monmouth, el Glasgow y el Otranto, en la parte trasera. Spee decidió mantenerse a distancia de los británicos hasta que el sol se hubiese puesto más, momento en que los barcos británicos quedaría perfilados por el sol y ellos estuvieran disimulados por el perfil costero. El Nürnberg estaba a cierta distancia por detrás del resto de la escuadra alemana, y se unió a la acción más adelante; porque se había retrasado para buscar vapores neutrales. Al llegar tarde a la batalla, el Nürnberg encontró la deriva al HMS Monmouth y lo remató con disparos a una distancia de alrededor de 550 a 900 m (600 a 980 yd).
El 3 de noviembre, el Nürnberg, Scharnhorst y Gneisenau se adentraron en Valparaíso, Chile para reabastecer su carbón y otros suministros. Tuvieron que limitarse a las 24 horas concedidas por el derecho internacional, que también permitía a sólo tres buques de guerra en cualquier puerto neutral a la vez; los otros dos cruceros, Leipzig y Dresden, tuvieron que volver a Más Afuera. Después de reagruparse en Más Afuera, Spee había decidido atacar rutas británicas marítimas en el Atlántico Sur. El 21 de noviembre, el Escuadrón de Asia Oriental puso proa a St. Quentin Bay para conseguir carbón; las tripulaciones acumulaban incluso carbón en las cubiertas de los barcos para que pudieran navegar sin escalas hasta el puerto de la localidad argentina de Santa Elena, donde Spee había dispuesto que carboneros de Montevideo fueran a su encuentro el 5 de diciembre.

### Batalla de las Islas Malvinas

Mapa que muestra los movimientos de los buques británicos y alemanes durante la batalla de las Malvinas.

A raíz de la batalla de Coronel, Spee decidió atacar la base británica en Puerto Stanley en las Islas Malvinas. El Nürnberg y Gneisenau fueron a asaltar el puerto, destruir la estación inalámbrica, y quemar las reservas de carbón, mientras que el resto de la escuadra buscaría más buques de guerra británicos. Spee estaba bajo la impresión errónea de que las Islas Malvinas estaban indefensas. Los británicos habían separado un par de cruceros de batalla, el HMS Invincible y el HMS Inflexible, y cuatro cruceros, bajo el mando del vicealmirante Doveton Sturdee, para localizar a la escuadra de Spee y vengar la derrota de Coronel.
Cuando el Nürnberg y el Gneisenau se acercaron a las islas en las primeras horas del 8 de diciembre, el viejo acorazado Canopus abrió fuego y los ahuyentó. Los alemanes se sorprendieron al ver a los buques de guerra en el puerto y Spee decidió retirarse. El Escuadrón de Asia Oriental navegaba a una distancia de 22 nudos (40,7 km/h; 25,3 mph) en hilera única; el Nürnberg  era el segundo barco en la línea, entre el Gneisenau y el Scharnhorst. Sturdee ordenó a sus naves para aumentar la velocidad y perseguir a los alemanes. Sus cruceros alcanzaron y abrieron fuego a las 12:50; Spee decidió que podía mantener a raya a los cruceros de batalla con el Scharnhorst y Gneisenau para permitir que los tres cruceros ligeros pudieran escapar. En respuesta, Sturdee envió a sus cruceros ligeros que perseguir al Nuremberg, Dresden y Leipzig.

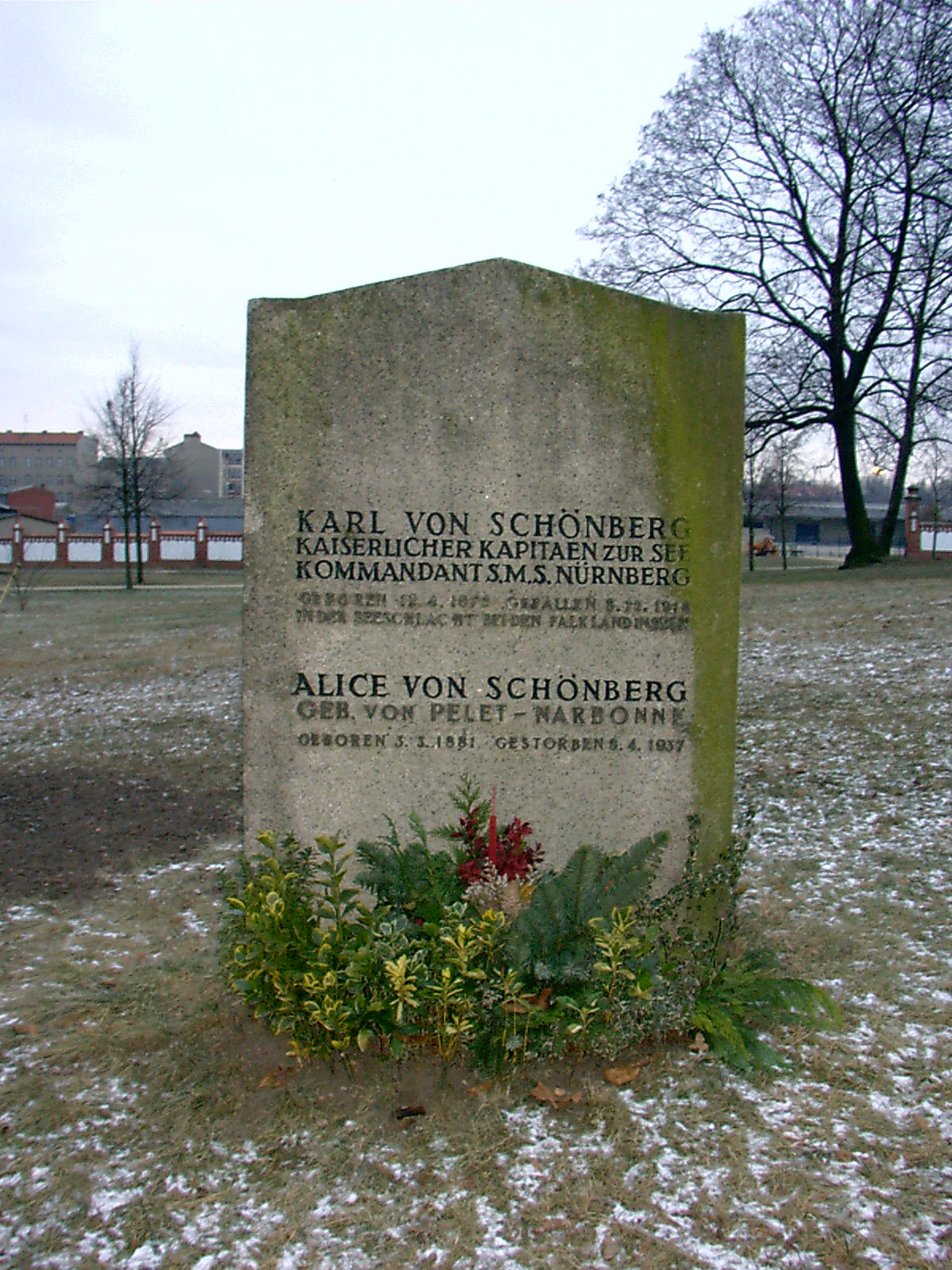
Tumba del Kapitän zur See Karl von Schönberg (1872-1914) en Berlín, comandante del Nürnberg y muerto durante la batalla

El Kent cazó al Nürnberg; a las 17:00, mientras el Nürnberg abrió fuego en su alcance máximo, aproximadamente 11 000 metros (12 030 yd). El Kent fue incapaz de responder hasta que el rango se redujo a 6400 metros (6999 yd), y en ese momento empezó a disparar salvas rápidamente. El Nürnberg volvió al puerto con el fin de atraer a toda su escuadrilla a la acción, que fue imitada por el Kent. Los dos barcos fueron dirigidos en rumbos convergentes, y la distancia entre los dos cruceros se redujo a 2700 metros (2953 yd). 
Para entonces, los disparos del Kent llovían sobre el Nürnberg y estaban causando daños importantes. Un grave incendio se desató en la proa a las 18:02, y hacia las 18:35, había dejado de disparar. El Kent cesó temporalmente el fuego, pero después de darse cuenta de que el Nuremberg todavía enarbolaba sus bandera de guerra, se reanudó el combate. Después de cinco minutos más de bombardeos, el Nürnberg arrió su enseña, y la tripulación del Kent se preparó para bajar los botes salvavidas para recoger a los supervivientes. Sólo doce hombres fueron recogidos antes de que el barco volcara y se hundiera a las 19:26, y cinco de ellos murieron después de ser rescatados. Entre los muertos era uno de los hijos de Spee, Otto von Spee.
En total, 327 miembros de la tripulación murieron en la batalla. En el transcurso de la misma, el Nürnberg abordó al Kent treinta y ocho veces, pero lo hizo sin causar daño significativo. Un proyectil alcanzó una casamata de armas del Kent y encendió los propulsores de las cargas dentro, pero la zona se inundó antes de que el incendio pudiese destruir la nave. El hundimiento fue conmemorado en una pintura titulada El último hombre por Hans Bohrdt, que representa a un marinero alemán ondeando la enseña imperial mientras el Nürnberg se deslizaba bajo las olas.